# Євтєєв Іван Олексійович
Іван Олексійович Євтєєв (1918 — 27 березня 1944) — бронебійник 384-го окремого батальйону морської піхоти Одеської військово-морської бази Чорноморського флоту, червонофлотець, Герой Радянського Союзу (1945).

## Біографія
Іван Євтєєв народився в 1918 році в селі В'язівка Саратовської губернії (нині Татищевський район Саратовської області). Закінчив семирічну школу і школу трактористів, після чого працював у колгоспі.
У 1938 році був призваний на строкову службу в РСЧА. Потрапив на Чорноморський флот, де служив у морській прикордонній охорони, потім був переведений в окремий батальйон морської піхоти охороняв Одеську базу флоту.
У період війни, з початку до своєї загибелі 27 березня 1944 року, воював у складі частин Південного, Кримського, Північно-Кавказького, 4-го і 3-го Українських фронтів. Брав участь в обороні Одеси, Севастополя, Новоросійська, звільнення Північного Кавказу, Криму і України.
У квітні 1943 року матрос Євтєєв був спрямований на посаду бронебійника у сформований 384-й окремий батальйон морської піхоти Чорноморського флоту.
За відзнаку в боях Іван Олексійович Євтєєв був нагороджений орденом Вітчизняної війни 2-го ступеня (1943), медалями «За оборону Одеси» і «За оборону Севастополя».
Похований у братській могилі в місті Миколаїв у сквері 68-ми десантників.

## Подвиг
Звання Героя Радянського Союзу Івану Олексійовичу Євтєєву присвоєно посмертно 20 квітня 1945 року за мужність і героїзм, виявлені під час десантної операції в порту міста Миколаїв, відомої в історії як Десант Ольшанського.
Десантники, які висадилися в порту, зайняли будівлі нового елеватору і двоповерхову контору порту. Позиція Євтєєва була на першому поверсі контори. На світанку 26 березня гітлерівці виявили десантників і підтягли значні сили. Зав'язався запеклий бій, який тривав понад добу. Одна за одною накочувалися атаки ворога, в одній з атак Євтєєв знищив ворожий кулемет, а 27 березня Іван Євтєєв вогнем з бронебійного рушниці знищив ворожий танк.

## Пам'ять
- Іменем моряків-десантників названа одна з вулиць і сквер у місті Миколаєві.
- Відкрито Народний музей бойової слави моряків-десантників.
- У сквері імені 68-ми десантників установлено пам'ятник.
- У селищі Богоявленський на березі Бузького лиману встановлена меморіальна гранітна брила з пам'ятним написом.
- Іменем Івана Євтєєва названий прикордонний сторожовий корабель у м Владивосток.
- Іменем Івана Євтєєва названа вулиця в місті Челябінську.